# Ingemar Ottosson
Ingemar Ottosson, född 4 juni 1957, är en svensk historiker och lärarutbildare, gästprofessor vid Meiji University i Tokyo och docent vid Lunds universitet. 
Ottosson representerar inom didaktiken en encyklopedisk kunskapssyn, det vill säga ämnesdjup ska kombineras med god allmänbildning. Detta perspektiv präglar också hans forskning. Han har bott i Japan och är en framstående expert inom östasiatisk historia, i synnerhet Japans historia. Hans forskning består dels av översiktsverk, dels av verk där huvudfokus ligger på de svensk-japanska kontakterna och relationerna. 
Hans bok Möten i monsunen: Sverige och Kina genom tiderna (2019) beskrivs av professor emeritus Torbjörn Lodén som "den hittills mest utförliga redogörelsen för kontakterna mellan Sverige och Kina från begynnelsen och fram till idag", och rekommenderas för "var och en som intresserar sig för kontakterna mellan Kina och Sverige".